# Cindy Brown
Cynthia Louise "Cindy" Brown (Portland, 16 maart 1965) is een voormalig Amerikaans basketbalspeelster. Zij won met het Amerikaans basketbalteam de gouden medaille tijdens de Olympische Zomerspelen 1988. Ook won ze met het nationale team in 1986 het Wereldkampioenschap basketbal. 
Brown speelde voor het team van de California State University - Long Beach, voordat zij haar professionele debuut maakte bij Sidis Ancona in Italië. In 1997 maakte ze haar debuut in de American Basketball League bij Seattle Reign. In 1998 maakte zij haar WNBA-debuut bij de Detroit Shock. In totaal heeft ze 2 seizoenen voor Detroit in de WNBA gespeeld. Ook speelde ze nog 1 seizoen voor Utah Starzz.
Tijdens de Olympische Zomerspelen 1988 in Seoel won ze olympisch goud door  Joegoslavië te verslaan in de finale. In totaal speelde ze 5 wedstrijden tijdens de Olympische Spelen en wist alle wedstrijden te winnen. 